# 井土灵山

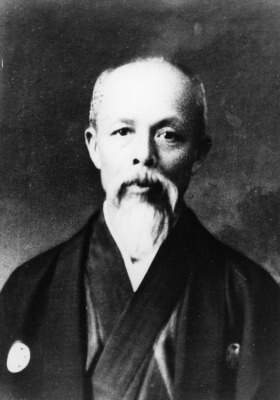
井土灵山的肖像

井土灵山 （1859年—1935年）是日本的一名记者，作家，诗人。本名经重，字子常，号灵山，别号灵山仙史，灵山外史，马陵。
与高希舜，王亚尘，吴昌硕，张大千，林长民，汤化龙，方若，罗振玉等人有往来。